# 延煦 (清朝宗室)
延煦（1828—1887年），字青卿，号树南，清宗室，隶正蓝旗滿洲。清朝官员，禮部尚書，进士出身。善书画。

## 生平
咸丰六年（1856年）二甲进士，改庶吉士。同治四年（1865年）授盛京兵部侍郎，光绪二年（1876年）十月授热河都统，后病解。光绪九年（1883年），再出为左都御史、理藩院尚书、礼部尚书，卒于任。曾任理藩院尚書。光緒十年（1884年）五月戊子，接替恩承，擔任清朝禮部尚書，后去世。由宗室奎潤接任。
担任《钦定台规》（清都察院刊本，1892）总阅官。祖孙三代皆为进士翰林。善书画（载李放《八旗画录》）。

## 家庭
- 父道光十二年（1832年）壬辰恩科进士、直隸總督慶祺 (清朝宗室)（慶安）。
- 妻伊爾根覺羅氏（父正蓝旗满洲、绥远城将军嵩溥，祖父雲貴總督富綱）。继妻完颜氏佛芸保（字華香，有《清韻軒詩草》；父内务府镶黄旗满洲、嘉慶十四年（1809年）己巳恩科进士完颜麟慶），精绘事。
- 子光緒二年（1876）恩科二甲進士宗室會章。妻他塔喇氏（父正蓝旗满洲、道光丙申科进士毓科，祖父嘉慶辛酉科進士秀堃）。

## 延伸阅读
[在维基数据编辑]
 《清史稿·卷442》，出自趙爾巽《清史稿》